# PFK Montana
Maillots
Le Professionalen Futbolen Klub Montana (en bulgare : Професионален Футболен Клуб Монтана), plus couramment abrégé en PFK Montana, est un club bulgare de football fondé en 1947 et basé dans la ville de Montana.

## Palmarès
| Compétitions nationales |
| --- |
| - Coupe de Bulgarie : - Finaliste : 2015-16. - Championnat de Bulgarie D2 (2) : - Champion : 2008-09 et 2014-15. - Vice-champion : 2018-19. |

## Personnalités du club

### Présidents
- Rumen Panayatov

### Entraîneurs
| - Atanas Dzhambazki (2007) - Rumen Stoyanov (juillet 2007 - septembre 2007) - Stevica Kuzmanovski (juillet 2009 – décembre 2009) - Atanas Dzhambazki (janvier 2010 - juin 2011) - Ivan Marinov - Stefan Grozdanov (juillet 2011 - décembre 11) - Atanas Atanasov (décembre 2011 - ?) - Atanas Dzhambazki (juillet 2012 - ?) | - Stoycho Stoev (février 2013 - avril 2013) - Georgi Stankov - Atanas Dzhambazki (juin 2013 - décembre 2013) - Nikolay Mitov (décembre 2013 - mai 2014) - Ferario Spasov (mai 2014 - novembre 2015) - Emil Velev (novembre 2015 - mai 2016) - Stevica Kuzmanovski (juin 2016 - octobre 2016) - Atanas Dzhambazki (octobre 2016 - avril 2017) | - Atanas Atanasov (avril 2017 - juin 2017), - Yavor Valchinov (juin 2017 - août 2017), - Ferario Spasov (août 2017 - mars 2019) - Stefan Genov (mars 2019 - avril 2019) - Atanas Atanasov (avril 2019 - juin 2019) - Miroslav Mitev |

### Anciens joueurs
- Stilian Petrov
- Ilia Grouev